# Storträsket (Moån)
Storträsket är en sjö i Kalix kommun i Norrbotten som ingår i Sangisälvens huvudavrinningsområde. Sjön har en area på 2,25 kvadratkilometer och ligger 65 meter över havet. Sjön avvattnas av vattendraget Moån (Åtbäcken).
Storträsket är en grund sjö; som djupast är den cirka fyra meter djup. Den är källsjö till Moån.  Vid Storträsket ligger byarna Norra Storträsk, Grubbnäsudden och Lilltjärnlandet.
Största tillflödet till Storträsket är Lombälven som kommer från nordväst och mynnar vid Norra Storträsk. Sjön avvattnas åt sydost genom Moån. Badplats finns vid Lilltjärnlandet.

## Delavrinningsområde
Storträsket ingår i delavrinningsområde (734980-183558) som SMHI kallar för Utloppet av Storträsket. Medelhöjden är 81 meter över havet och ytan är 10,7 kvadratkilometer. Räknas de 5 avrinningsområdena uppströms in blir den ackumulerade arean 73,79 kvadratkilometer. Moån (Åtbäcken) som avvattnar avrinningsområdet har biflödesordning 3, vilket innebär att vattnet flödar genom totalt 3 vattendrag innan det når havet efter 38 kilometer. Avrinningsområdet består mestadels av skog (56 procent). Avrinningsområdet har 2,23 kvadratkilometer vattenytor vilket ger det en sjöprocent på 20,9 procent.